# Predappio-Roma 1928
La Predappio-Roma 1928, conosciuta anche come Coppa del Duce 1928, prima storica edizione della corsa, si svolse il 17 giugno 1928 su un percorso di 376 km. La vittoria fu appannaggio dell'italiano Alfredo Binda, che completò il percorso in 15h03'40", precedendo i connazionali Antonio Negrini e Domenico Piemontesi.
I corridori che tagliarono il traguardo di Roma furono 19.

## Ordine d'arrivo (Top 10)
| Pos. | Corridore           | Squadra         | Tempo     |
| ---- | ------------------- | --------------- | --------- |
| 1    | Alfredo Binda       | Legnano         | 15h03'40" |
| 2    | Antonio Negrini     | Maino           | s.t.      |
| 3    | Domenico Piemontesi | Bianchi         | a 1'20"   |
| 4    | Gaetano Belloni     | Wolsit-Pirelli  | a 18'20"  |
| 5    | Pietro Fossati      | Maino           | s.t.      |
| 6    | Giuseppe Pancera    | Touring-Pirelli | s.t.      |
| 7    | Giovanni Brunero    | Wolsit-Pirelli  | s.t.      |
| 8    | Luigi Giacobbe      | Wolsit-Pirelli  | s.t.      |
| 9    | Alessandro Catalani | Wolsit-Pirelli  | s.t.      |
| 10   | Nicola Landi        | -               | a 19'20"  |